# Pěčice
Ne doit pas être confondu avec Pečice.
Pěčice (en allemand : Pietschitz) est une commune du district de Mladá Boleslav, dans la région de Bohême-Centrale, en République tchèque. Sa population s'élevait à 198 habitants en 2020.

## Géographie
Pěčice se trouve à 4 km au sud-est de Dobrovice, à 10 km au sud-est de Mladá Boleslav et à 51 km au nord-est de Prague.
La commune est limitée par Dobrovice, Semčice et Žerčice au nord, par Ledce et Seletice à l'est, par Jabkenice au sud, et par Kosořice à l'ouest.

## Histoire
La première mention écrite de la localité date de 1290.

## Transports
Par la route, Pěčice se trouve à 5,5 km de Dobrovice, à 14 km de Mladá Boleslav et à 62 km du centre de Prague.